# العلاقات الأوكرانية الليبية
العلاقات الأوكرانية الليبية هي العلاقات الثنائية التي تجمع بين أوكرانيا وليبيا.

## مقارنة بين البلدين
هذه مقارنة عامة ومرجعية للدولتين:
| وجه المقارنة                                              | أوكرانيا                                   | ليبيا                                       |
| --------------------------------------------------------- | ------------------------------------------ | ------------------------------------------- |
| المساحة (كم2)                                             | 603.63 ألف                                 | 1.76 مليون                                  |
| عدد السكان (نسمة)                                         | 45.55 مليون                                | 6.37 مليون                                  |
| الكثافة السكانية (ن./كم²)                                 | 75.46                                      | 3.62                                        |
| العاصمة                                                   | كييف                                       | طرابلس                                      |
| اللغة الرسمية                                             | اللغة الأوكرانية                           | اللغة العربية، اللغة العربية الفصحى الحديثة |
| العملة                                                    | هريفنا أوكرانية، كاربوفانيتس، روبل سوفييتي | دينار ليبي                                  |
| الناتج المحلي الإجمالي (بليون دولار)                      | 112.15 مليار                               | 50.98 مليار                                 |
| الناتج المحلي الإجمالي (تعادل القوة الشرائية) بليون دولار | 352.98 مليار                               | 69.32 مليار                                 |
| الناتج المحلي الإجمالي الاسمي للفرد دولار أمريكي          | 2.11 ألف                                   |                                             |
| الناتج المحلي الإجمالي للفرد دولار أمريكي                 | 8.66 ألف                                   | 15.60 ألف                                   |
| مؤشر التنمية البشرية                                      | 0.747                                      | 0.724                                       |
| رمز المكالمات الدولي                                      | +380                                       | +218                                        |
| رمز الإنترنت                                              | .ua، .укр ‏                                 | .ly                                         |
| المنطقة الزمنية                                           | ت ع م+02:00، ت ع م+03:00، توقيت شرق أوروبا | ت ع م+02:00، توقيت شرق أوروبا               |

## منظمات دولية مشتركة
يشترك البلدان في عضوية مجموعة من المنظمات الدولية، منها:
| علم المنظمة | اسم المنظمة                        | تاريخ انضمام أوكرانيا | تاريخ انضمام ليبيا |
| ----------- | ---------------------------------- | --------------------- | ------------------ |
|             | مؤسسة التنمية الدولية              | 27 مايو 2004          | 1 أغسطس 1961       |
|             | يونسكو                             | 12 مايو 1954          | 27 يونيو 1953      |
|             | وكالة ضمان الاستثمار متعدد الأطراف | 19 يوليو 1994         | 5 أبريل 1993       |
|             | الأمم المتحدة                      | 24 أكتوبر 1945        | 14 ديسمبر 1955     |
|             | الاتحاد البريدي العالمي            | ?                     | ?                  |
|             | البنك الدولي للإنشاء والتعمير      | 3 سبتمبر 1992         | 17 سبتمبر 1958     |
|             | الاتحاد الدولي للاتصالات           | 7 مايو 1947           | 3 فبراير 1953      |
|             | منظمة حظر الأسلحة الكيميائية       | ?                     | ?                  |
|             | مؤسسة التمويل الدولية              | 18 أكتوبر 1993        | 18 سبتمبر 1958     |
|             | منظمة الشرطة الجنائية الدولية      | ?                     | ?                  |

## وصلات خارجية
- موقع وزارة الخارجية الأوكرانية
- موقع وزارة الخارجية الليبية